# Чепелевский, Николай Ильич
Николай Ильич Чепелевский (28 октября [9 ноября] 1834, Санкт-Петербург — 1 [13] января 1886, Москва) — генерал-майор Русской императорской армии, военный педагог, музейный деятель.

## Биография
Николай Чепелевский родился 28 октября 1834 года (или 1836 года) в Санкт-Петербурге.
С 1848 года учился в Михайловском артиллерийском училище; 10 апреля 1854 года произведён из портупей-юнкеров в прапорщики полевой пешей артиллерии с оставлением в офицерском классе училища для прохождения академического курса. В следующем году окончил офицерский класс, зачислен по гвардейской пешей артиллерии и назначен преподавать механику и артиллерию в 1-м Московском кадетском корпусе.
В 1857—1859 годах совершенствовался в военных науках в Берлинском и Мецском высших артиллерийских училищах, а также изучал философию и богословие под руководством профессора П. А. Янышева. С 1859 года читал лекции в Александровском сиротском корпусе. С 1864 года — помощник инспектора классов, с 1866 — инспектор классов 2-й Московской военной гимназии.
В 1861—1862 годах в Москве и Петербурге читал публичные лекции о Севастопольской обороне. 30 августа 1864 года произведён в капитаны гвардейской артиллерии, а 16 апреля 1867 года — в полковники.
В 1867 году в Лондоне купил несколько аппаратов для производства «туманных картин» и комплектов картин. Проводил первые в России чтения с «туманными картинами» — в военно-учебных заведениях, в Академии художеств, а также в Зимнем дворце перед членами императорской семьи. В целях воспитания патриотизма предложил проводить подобные чтения в войсках и организовал их в казармах лейб-гвардии Преображенского полка в присутствии императора Александра ІІ.
В 1868 году награждён орденом Святого Станислава 2-й степени, а в 1870 году — императорской короной к этому ордену. 21 января 1871 года назначен чиновником для поручений при Главном управлении Военно-учебных заведений.
Был главным уполномоченным и распорядителем по устройству Севастопольского отдела на Московской политехнической выставке, а с принятием решения о преобразовании Севастопольского отдела в Исторический музей — заместителем председателя (генерал-лейтенанта А. А. Зелёного); возглавлял Исполнительную комиссию при Управлении музеем. Вследствие преклонного возраста последнего принял самое деятельное участие в устройстве Исторического музея и в 1872 году был удостоен звания учредителя Музея имени Его Императорского Высочества Государя Наследника Цесаревича.
Участвовал также в комиссии народных чтений, организации богословских чтений, устройстве детских утренников, в создании «Общества христианской помощи».
Автор статьи «Устройство фундаментальной библиотеки 2-й Московской военной гимназии» (Педагогический сборник. — 1866. — Т. 2, кн. 12, часть неоф. — С. 914), посвящённой общему, наиболее целесообразному способу устройства библиотек и ведения их деятельности.
Скончался в Москве от разрыва сердца 1 января 1886 года. Похоронен на кладбище Данилова монастыря.